# Los diez mandamientos (película de 1923)
Los diez mandamientos (título original en inglés, The Ten Commandments) es una película muda estadounidense de 1923, producida y dirigida por Cecil B. DeMille y escrita por Jeanie MacPherson. Se divide en dos partes: un prólogo que recrea la historia bíblica del Éxodo y una historia moderna en torno a dos hermanos y sus respectivos puntos de vista acerca de los Diez Mandamientos.
La idea de la película se basó en la presentación ganadora de un concurso en el que el público sugirió ideas para la próxima película de DeMille. El ganador fue F.C. Nelson de Lansing; la primera línea de su sugerencia leyó: "No puedes romper los Diez Mandamientos, ellos te romperán."
Es la primera de una trilogía de películas bíblicas hechas por DeMille, con otras dos películas siendo El rey de reyes y El signo de la cruz. La película fue rehecha por el mismo DeMille y tuvo una nueva versión que se estrenó en 1956 usando el mismo título.

## Reparto
Prólogo
- Theodore Roberts como Moisés.
- Charles de Rochefort como Ramsés.
- Estelle Taylor como Miriam, hermana de Moisés.
- Julia Faye como la esposa de Ramsés.
- Pat Moore como el hijo de Ramsés.
- James Neill como Aarón.
- Lawson Butt como Datán.
- Clarence Burton como el capataz.
- Noble Johnson como el hombre de bronce.

Historia
- Edythe Chapman como la señora Martha McTavish.
- Richard Dix como John McTavish, su hijo.
- Rod La Rocque como Dan McTavish, su hijo.
- Leatrice Joy como Mary Leigh.
- Nita Naldi como Sally Lung, una eurasiática.
- Robert Edeson como Redding, un inspector.
- Charles Ogle como el doctor.
- Agnes Ayres como la marginada.